# Marina Corona
Marina Corona (Milano, 1949) è una poetessa italiana.

## Biografia
Marina Corona è nata a Milano (dove vive e lavora) nel 1949 e dal 1970 al 1994 ha vissuto a Roma.
A Milano cura cicli di presentazione di poeti e letterati contemporanei, con letture di poesia, presso Il Circolo della Stampa, Archivi ‘900 e la Casa della Cultura di Milano dove ha curato un ciclo dedicato alla grande poesia femminile e tiene tuttora un ciclo dedicato alla grande poesia.
Dal 1993 ha scritto cinque libri di poesie: Le case della parola (1993), L'ora chiara (1998) , I raccoglitori di luce (2006)  ed Un destino innocente (2018) "Alfabeto morse di Novembre" (2022)
Nel 1990 ha vinto il Premio Internazionale Eugenio Montale per la sezione inediti e di conseguenza la sua silloge è stata pubblicata dalla casa editrice All'insegna del pesce d'oro nell'antologia dell'editore d'arte e letteratura Vanni Scheiwiller.
Nel 1993 ha pubblicato il libro di poesie Le case della parola per la casa editrice I quaderni del Battello ebbro.
Nel 1998 ha pubblicato il libro di poesie L'ora chiara per la casa editrice Jaca Book (|Premio Internazionale “Eugenio Montale” per la sezione editi, Premio “Guido Gozzano”, Premio Alghero Donna, Premio “Circeo Sabaudia”, Premio Letterario Internazionale “Maestrale”- San Marco).
Nel 2006 ha pubblicato il libro di poesie I raccoglitori di luce per la casa editrice '[Jaca Book (finalista al[Premio di poesia Lorenzo Montano).
Nel 2013 ha pubblicato il romanzo La storia di Mario per la casa editrice Robin (finalista al premio Guido Morselli)
Nel 2018 ha pubblicato il romanzo La complice per la casa editrice Puntoacapo (premio per la microeditoria di qualità)
Nel 2018 Ha pubblicato il libro di poesie Un destino innocente per la casa editrice Stampa 2009  (finalista al premio Raffaele Crovi e al premio internazionale Gradiva)
Nel 2022 ha pubblicato il libro di poesie Alfabeto morse di Novembre per la collana gialla oro di" Pordenonelegge" ( editore Samuele)

## Opere
- Le case della parola (I Quaderni del Battello ebbro, Porretta Terme 1993)
- L'ora chiara (Jaca Book, Milano 1998)
- I raccoglitori di luce (Jaca Book, Milano 2006).
- La storia di Mario ( Robin edizioni 2013)
- La complice ( Puntoacapo editrice 2018)
- Un destino innocente ( Stampa 2009 2018)
- Alfabeto morse di Novembre (collana gialla oro di Pordenonelegge 2022)

## Riconoscimenti
- Nel 1990 ha vinto il Premio Internazionale “Eugenio Montale”[1] per la sezione inediti.
- Nel 1998 Premio Internazionale “Eugenio Montale”[2] per la sezione editi, Premio Alghero Donna[3], Premio “Guido Gozzano”[4], Premio “Circeo Sabaudia”[5], Premio Letterario Internazionale “Maestrale”- San Marco tutti quanti per il libro “L'ora chiara”.
- Nel 2006 finalista al Premio di poesia Lorenzo Montano[6] per il libro “I raccoglitori di luce”.
- Nel 2013 finalista al premio Guido Morselli per il libro  La storia di Mario
- Nel 2018 ha vinto il premio per la Microeditoria di qualità con il libro La complice
- Nel 2019 finalista al premio Raffaele Crovi e al premio internazionale Gradiva